# デービッド・ライアル

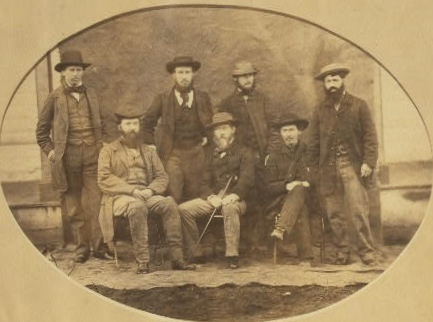
1859年からの北西国境測量調査隊の隊員の写真、ライアルは前列左端

デービッド・ライアル（David Lyall、1817年6月1日 - 1895年3月2日）はイギリスの博物学者、医師である。ジェイムズ・クラーク・ロスの南極探検などに参加した。

## 略歴
スコットランド、アバディーンシャーの村Auchenblaeで生まれた。アバディーン大学で医学を学び、エディンバラの王立外科医師会でが外科医の資格を得た。1839年にイギリス海軍に入隊し船医となった。その直後にジェームズ・クラーク・ロスの率いる南極探検の2隻の船のうちクロージャー（Francis Crozier）が船長を務めるテラー号の船医助手に任じられ、南極探検に参加した。この航海には植物学者のジョセフ・ダルトン・フッカーも参加し、2人は親友となった。この航海で1500以上の標本を集めその中にはケルゲレン諸島の藻類や植物の標本が含まれた。
その後も地中海やニュージーランドに航海した後、1852年には北極で行方不明となった探検家のジョン・フランクリンを探索するグリーンランドへの航海にエドワード・ベルチャー（Edward Belcher）の助手として参加した。バルト海やカナダ＝アメリカ合衆国国境を策定する北西国境測量調査にも参加し、ロッキー山脈も旅した。
フッカーによってナデシコ科の植物の属名 Lyalliaに命名された。